# Eleonora Czartoryska
Eleonora Monika Czartoryska de domo Waldstein (ur. 12 kwietnia 1710, zm. 1798) – księżna, żona kanclerza wielkiego litewskiego Michała Czartoryskiego, dama Krzyża Gwiaździstego.

## Życiorys
Urodziła się w Pradze jako córka Jana Antoniego Waldsteina (Johann Anton von Waldstein) i Anny Waldstein. W 1720 roku zaręczyła się z Michałem Fryderykiem Czartoryskim, a w 1726 wyszła za niego za mąż.
Od 1770 do 1790 roku była dziedziczką Radzymina. Wybudowała w Radzyminie pałac otoczony parkiem krajobrazowym. Ufundowała dzwonnicę i wzniesiony w latach 1779–1780 kościół murowany. Oba budynki projektu królewskiego architekta Jana Chrystiana Kamsetzera. Była także fundatorką budynku plebanii. Założyła znajdującą się w pobliżu tego kościoła szkołę elementarną i przytułek. Autorka unikalnego zbioru praw i powinności wobec mieszczan i ich wobec dworu. Wyjednała w 1785 u króla przywilej na odbywanie się jarmarków w Radzyminie.
W 1793 (1794) roku wyjechała do dóbr Czartoryskich do Wołczyna na Podolu, a w podróży towarzyszył Daniel Kazimierz Narbutt.
Zmarła w 1798 roku i została pochowana w kościele Świętego Krzyża w Warszawie obok swojego męża.

## Potomstwo
Z księciem Michałem Czartoryskim miała razem trzy córki i syna:
- Antonina (1728 - 26 marca 1746, Warszawa), dnia 13 lutego 1744 w Warszawie poślubiła Jerzego Flemminga,
- Konstancja (1729–1749), druga żona Jerzego Flemminga, zmarła na ospę.
- Aleksandra (1730–1798),
- Antoni (zm. 1753).